# ГЕС Бейхан I
ГЕС Бейхан I - гравітаційна гребля побудовано методом укоченого бетону і ГЕС на річці Мурат поблизу села Бейхан у районі Палу, провінція Елязиг, Туреччина. Гребля заввишки 97 м. ГЕС має потужність 582 МВт. Будівництво греблі розпочалося в 2011 році, а перший генератор був введений в експлуатацію в березні 2015 року, інші три в тому ж році. Належить Kalehan Energy Generation.